# Włoskie batalie gospodarcze
Włoskie batalie gospodarcze to nazwa serii przedsięwzięć związanych z prowadzeniem polityki gospodarczej przez partię faszystowską w latach 1920-1930. Miały na celu umocnienie państwa włoskiego poprzez rozwinięcie produkcji krajowej i wzmocnienie własnej waluty.

## Batalie
- Batalia o zboże (la battaglia del grano) – polityka zapoczątkowana w 1925 roku, mająca na celu zapewnienie krajowi samowystarczalności żywieniowej.
- Batalia o lira – polityka zainicjowana w 1926 roku, aby zredukować inflację i ustalić wymianę na funta w stosunku 90:1.
- Batalia o ziemię (la battaglia per la terra) – polityka mająca na celu pozyskanie nowych terenów poprzez osuszanie bagien i przystosowania nowych terenów      pod uprawę.
- Batalia o urodzenia (la battaglia delle nascite) – polityka prowadzona aby zwiększyć liczbę mieszkańców Włoch, zachęcając kobiety do posiadanie dużej liczby dzieci, zapewniając specjalne przywileje tym, które miały 5 lub więcej potomstwa.